# Championnat de Hong Kong de football 1968-1969
Navigation
Saison précédente Saison suivante
La saison 1968-1969 du Championnat de Hong Kong de football est la vingt-quatrième édition de la première division à Hong Kong, la First Division League. Elle regroupe, sous forme d'une poule unique, les douze meilleures équipes du pays qui se rencontrent deux fois, à domicile et à l'extérieur. En fin de saison, les deux derniers du classement sont relégués et remplacés par les deux meilleurs clubs de Second Division League, la deuxième division hongkongaise. 
C'est le club de South China AA, tenant du titre, qui remporte à nouveau le championnat cette saison après avoir terminé en tête du classement final, avec cinq points d'avance sur Sing Tao SC et six sur l'un des promus, Jardines SA. C'est le quatorzième titre de champion de Hong Kong de l'histoire du club.

## Clubs participants
- Army XI
- Kowloon Motor Bus FC
- South China AA
- Eastern AA
- Caroline Hill FC - Promu de D2
- Tung Sing FC
- Sing Tao SC
- Yuen Long SA
- Hong Kong Telephone FC
- Hong Kong Rangers
- Hong Kong Police FC
- Jardines SA - Promu de D2

## Compétition
Le barème de points servant à établir les classements se décompose ainsi :
- Victoire : 2 points
- Match nul : 1 point
- Défaite : 0 point

### Classement
| Rang | Équipe                 | Pts | J  | G  | N | P  | Bp | Bc | Diff |
| ---- | ---------------------- | --- | -- | -- | - | -- | -- | -- | ---- |
| 1    | South China AAT        | 38  | 22 | 17 | 4 | 1  | 58 | 20 | +38  |
| 2    | Sing Tao SC            | 33  | 22 | 12 | 9 | 1  | 56 | 20 | +36  |
| 3    | Jardines SAP           | 32  | 22 | 13 | 6 | 3  | 51 | 23 | +28  |
| 4    | Yuen Long SA           | 27  | 22 | 10 | 7 | 5  | 42 | 32 | +10  |
| 5    | Tung Sing FC           | 25  | 22 | 10 | 5 | 7  | 39 | 36 | +3   |
| 6    | Kowloon Motor Bus FC   | 20  | 22 | 9  | 2 | 11 | 44 | 44 | 0    |
| 7    | Eastern AA             | 18  | 22 | 5  | 8 | 9  | 51 | 56 | -5   |
| 8    | Hong Kong Rangers      | 18  | 22 | 6  | 6 | 10 | 29 | 41 | -12  |
| 9    | Hong Kong Telephone FC | 16  | 22 | 6  | 4 | 12 | 24 | 38 | -14  |
| 10   | Hong Kong Police FC    | 16  | 22 | 4  | 8 | 10 | 28 | 45 | -17  |
| 11   | Caroline Hill FCP      | 12  | 22 | 3  | 6 | 13 | 35 | 65 | -30  |
| 12   | Army XI                | 9   | 22 | 3  | 3 | 16 | 34 | 71 | -37  |

|  | Champion de Hong Kong 1969              |
|  | Relégation directe en deuxième division |
|  | T : Tenant du titre P : Promu de D2     |

## Bilan de la saison
| Championnat de Hong Kong de football 1968-1969 |                            |
| Champion                                       | South China AA (14e titre) |
| Coupes et trophées                             |                            |
| Vainqueur de la Coupe de Hong Kong 1968-1969   | Non disputée               |
| Promotions et relégations                      |                            |
| Promus en First Division League                | Fire Services FC           |
| Promus en First Division League                | Hong Kong FC               |
| Relégués en Second Division League             | Caroline Hill FC           |
| Relégués en Second Division League             | Army XI                    |